# Ryes
Ryes es una comuna francesa situada en el departamento de Calvados, en la región de Normandía.

## Demografía
| 359 | 377 | 338 | 317 | 421 | 450 | 511 |
| Para los censos de 1962 a 1999 la población legal corresponde a la población sin duplicidades (Fuente: INSEE [Consultar]) |     |     |     |     |     |     |